# Faaborg
Faaborg vagy Fåborg Dánia egyik városa, Funen szigetén, 7000 fős lakossággal (2013).

## Története
1229-ben alapították. Miután monostort alapítottak a településen, fallal vették körül, 5 kapun lehetett bejutni a városba. Az 1500-as években templomát lerombolták, a restaurált épület Faaborg szimbóluma. 

## Látnivalók
A piac mellett találjuk az Ymerbronden-díszkutat.
A Faaborg Múzeumban, amit 1910-ben Mads Rausmussen alapított, dán művészeti kiállítást látogathatunk. A Carl Petersen által tervezett épületbe 1915-ben került a kiállítási anyag.